# Jacquinia keyensis
Jacquinia keyensis är en viveväxtart som beskrevs av Carl Christian Mez. Jacquinia keyensis ingår i släktet Jacquinia och familjen viveväxter. Inga underarter finns listade i Catalogue of Life.

## Bildgalleri

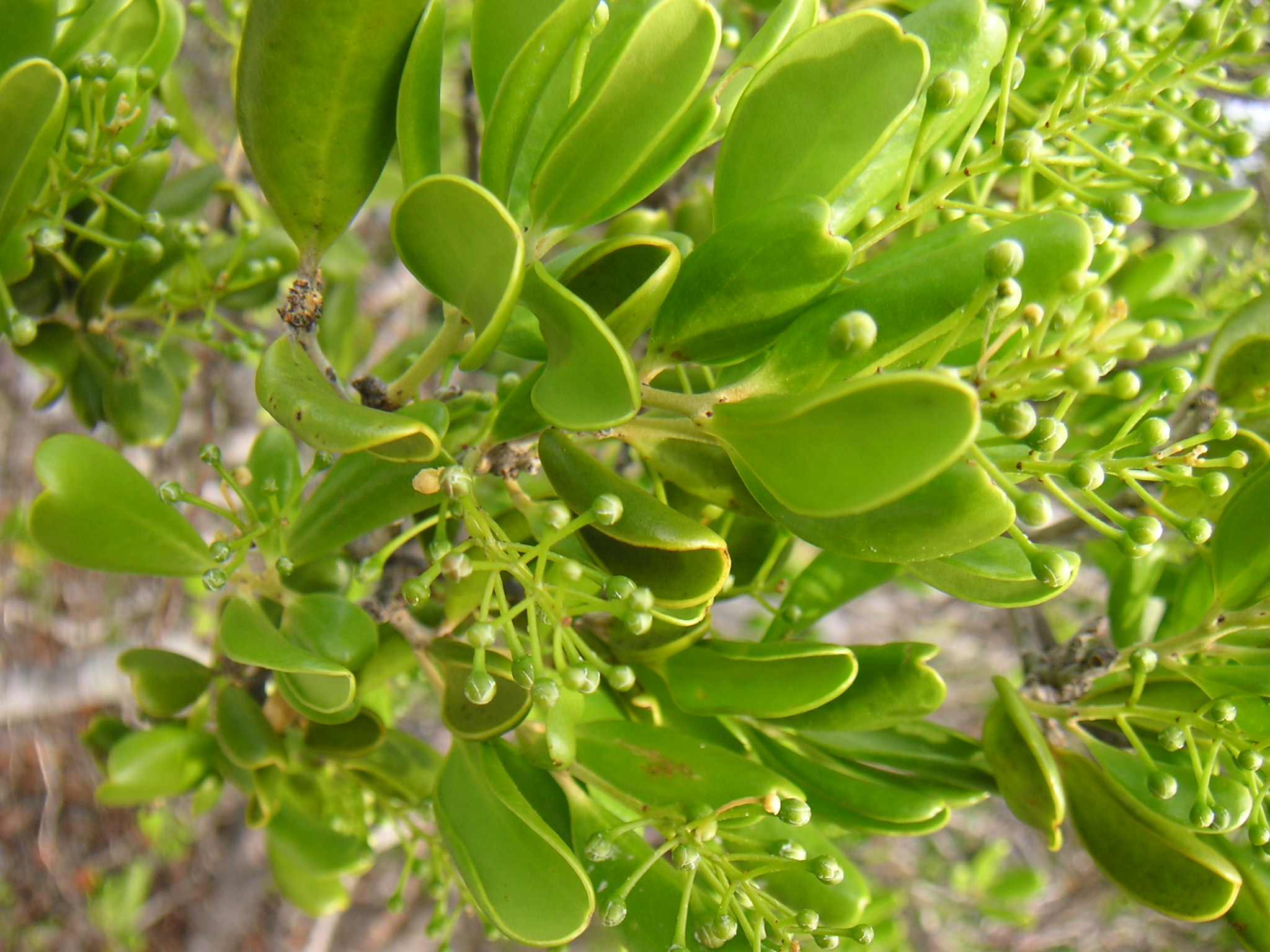
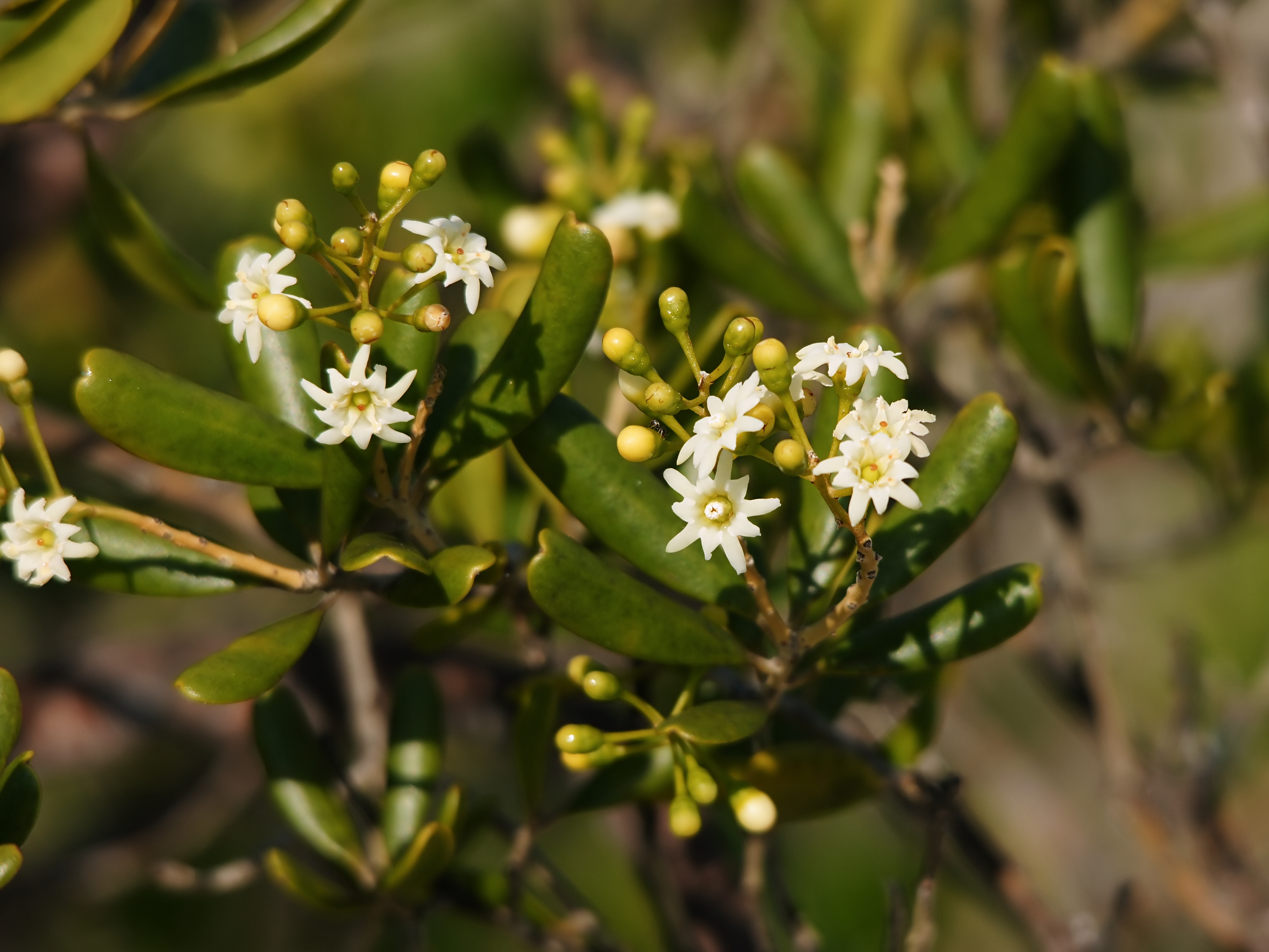
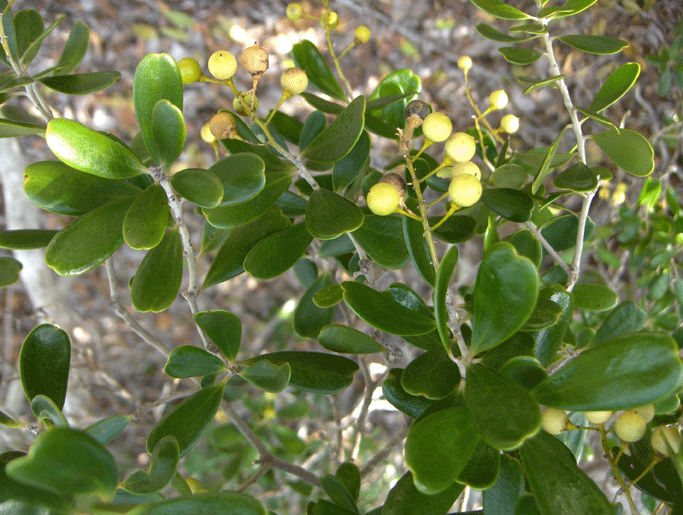